# Unni Torkildsen
Unni Torkildsen  (14 de agosto de 1901 – 20 de junio de 1968) fue una actriz teatral y cinematográfica noruega.

## Biografía
Nacida en Oslo. Noruega, estuvo casada con los actores Olafr Havrevold y Oscar Egede-Nissen.
Torkildsen debutó como actriz teatral en el Teatro nacional de Oslo en 1924, con el papel de "Ofelia" en Hamlet. Posteriormente formó parte del elenco de dicho teatro, cumpliendo con la interpretación de un total de 161 personajes, retirándose en 1964 por motivos de salud. Trabajó en grandes obras de Henrik Ibsen, siendo Kristine Linde en casa de muñecas y Frøken Bernick en Samfundets støtter. También actuó en piezas de Bjørnstjerne Bjørnson, siendo Laura en De nygifte, Helene en Naar den ny vin blomstrer y Karen en Geografi og Kærlighed. Su último papel fue el de Dronning Jemina en la obra de George Bernard Shaw Keiseren av Amerika, que tuvo un gran éxito en el invierno de 1963-1964, con un total de más de 50 representaciones. 
También actuó en varias películas, entre ellas To levende og en død y Den store barnedåpen.
Unni Torkildsen falleció en Noruega en 1968.

## Filmografía
- 1959 : Herren og hans tjenere
- 1958 : Ut av mørket
- 1954 : Portrettet
- 1946 : Så møtes vi imorgen
- 1937 : To levende og en død
- 1932 : Prinsessen som ingen kunne målbinde
- 1931 : Den store barnedåpen
- 1925 : Fager er lien